# مادجير
مادجير (بالبرتغالية: Madjer‏) (22 يناير 1977 بلواندا في أنغولا - ) هو لاعب كرة قدم برتغالي وأنغولي في مركز الهجوم. لعب مع بوتافوغو ريغاتاس وسبورتينغ لشبونة ونادي روما ونادي ساو باولو ونادي شباب الأهلي دبي وBSC Lokomotiv Moscow ‏ وSporting CP (beach soccer) ‏.

## وصلات خارجية
- مادجير على موقع الاتحاد الدولي (مؤرشف)  (الإنجليزية)